# Markttransparenzstelle für Kraftstoffe
Als Markttransparenzstelle für Kraftstoffe (MTS-K) wird in Deutschland eine Organisationseinheit des Bundeskartellamts bezeichnet, die an Tankstellen weitestgehend Markttransparenz herstellen soll, indem sie die aktuellen Kraftstoffpreise sammelt und für die Anzeige in sogenannten Spritpreis-Apps zur Verfügung stellt. Die Institution nahm Ende 2013 den Regelbetrieb auf.

## Hintergrund
Bereits im Mai 2012 forderte die Monopolkommission der deutschen Bundesregierung mit Unterstützung des ADAC völlige Offenheit durch Übertragung der jeweils aktuellen Spritpreise an Mobiltelefone und Navigationsgeräte in Echtzeit. Das für eine derartige Regelung notwendige Gesetz wurde am 8. November 2012 vom Deutschen Bundestag beschlossen und eine Realisierung ab Januar 2013 angekündigt. Tatsächlich wurde Ende März 2013 bekannt, dass sich die Inbetriebnahme aufgrund der hohen Komplexität des IT-Projekts bis zum Jahresende 2013 verzögern könnte, was dann auch so eingetreten ist. Es wurde ein Gesetz zur Einrichtung einer Markttransparenzstelle für den Großhandel mit Strom und Gas geschaffen. Im Gesetz gegen Wettbewerbsbeschränkungen wurde ein § 47k geschaffen. Des Weiteren wurde eine Verordnung zur Markttransparenzstelle für Kraftstoffe (MTS-K-VO) geschaffen, die am 29. März 2013 in Kraft getreten ist.
Ferner wurde eine Allgemeinverfügung am 29. Juli 2013 sowie eine Ergänzungsverfügung am 2. Oktober 2013 erlassen (→ Kapitel Rechtsgrundlage). Ende 2013 nahm die Markttransparenzstelle den Regelbetrieb auf.

## Umsetzung
Die Daten können direkt oder über Verbraucherportale sowie Apps (auch von Drittanbietern) abgerufen werden. Bis zur Inbetriebnahme der Markttransparenzstelle existierende Angebote basierten auf von Verbrauchern hochgeladenen Informationen, sodass vor allem eine Verbesserung der Verlässlichkeit sowie die Schaffung einer Vertrauensbasis angestrebt wurde. Mit dem Start des Probebetriebs am 12. September 2013 waren bereits mehr als 13.000 von rund 14.500 Tankstellen in Deutschland an das System angeschlossen und lieferten in kurzen Zeitabständen ihre Preisdaten an den Mobilitäts-Daten-Marktplatz der Bundesanstalt für Straßenwesen (BASt), die sie unverändert an zunächst vier Verbraucherportale weitergab.
Ende Januar 2013 legte das BMWi den Entwurf einer Rechtsverordnung vor, in der nähere Einzelheiten geregelt werden. So enthielt der Entwurf konkrete Vorgaben zur Meldepflicht der Mineralölunternehmen bzw. Betreiber von öffentlichen Tankstellen, die „innerhalb von fünf Minuten jede Änderung der Preisdaten […] elektronisch an die Markttransparenzstelle übermitteln“ sollen. Die Daten sollen dann kostenlos den „so genannten Verbraucher-Informationsdiensten (z. B. ADAC, clever-tanken, Herstellern von Navigationsgeräten, Anbietern von Smartphone-Apps, Betreibern von Internet-Seiten)“ zur Verfügung gestellt werden. Auch die Rechte der Verbraucher wurden gestärkt, indem ihnen eine Beschwerdemöglichkeit eingeräumt wird, sollten „die vom Verbraucher-Informationsdienst angegebenen Preise nicht mit den tatsächlichen Preisen an der Tankstelle“ übereinstimmen. Zuständig für die Entgegennahme der Beschwerden sind ebenfalls die bereits genannten Verbraucher-Informationsdienste, die die Beschwerden sammeln und monatlich an die Markttransparenzstelle weiterleiten. Diese kann im Extremfall auch Bußgelder gegen Tankstellen verhängen.

### Regelbetrieb
Der Regelbetrieb wurde am 1. Dezember 2013 aufgenommen. Grundlage ist die gesetzliche Verpflichtung zur regelmäßigen Bekanntgabe der Preise an die Markttransparenzstelle, die diese Angaben dann konsolidiert und über entsprechende Kommunikationswege – hier vor allem über das Internet – strukturiert veröffentlicht. Durch die auf diese Weise verfügbar gemachten Preisinformationen sollen vor allem kurzfristige Preissprünge sowie größere Preisunterschiede zwischen einzelnen Anbietern verhindert, aber auch ggf. vorhandene Preisstrategien der Anbieter identifiziert werden. Bereits seit längerem existiert eine ähnliche Regelung auch in Österreich, wobei dort eine Erhöhung der Preise nur einmal am Tag um 12 Uhr zulässig ist.

### Unterstützte Verbraucherportale im Internet
Mit Beginn des Probebetriebs am 12. September 2013 hat das Bundeskartellamt zunächst vier Verbraucher-Informationsdienste zugelassen, die entsprechende Daten über den Server der Transparenzstelle erhielten. Ende September 2013 kamen ein fünfter sowie ein sechster Anbieter hinzu. Obwohl bis Ende September 2013 weit mehr als hundert Anträge auf Zulassung als Verbraucherinformationsdienst bei der Markttransparenzstelle eingingen, wurden bis Mitte Februar 2014 nur 13 Dienste von der Markttransparenzstelle zugelassen. Das Bundeskartellamt informiert über die aktuell  zugelassenen Verbraucher-Informationsdienste auf seiner Internetseite. Mitte Juni 2025 waren dort 45 Anbieter angegeben.

### Open Data
Seit 2014 stehen die Daten als Open Data unter einer Creative-Commons-Lizenz zur Verfügung.

## Rechtsgrundlage
Die rechtliche Basis der Markttransparenzstelle für Kraftstoffe bildet der § 47k GWB mit dem Titel Marktbeobachtung im Bereich Kraftstoffe. Danach sind „Betreiber von öffentlichen Tankstellen, die Letztverbrauchern Kraftstoffe zu selbst festgesetzten Preisen anbieten, […] verpflichtet, […] bei jeder Änderung ihrer Kraftstoffpreise diese in Echtzeit und differenziert nach der jeweiligen Sorte an die Markttransparenzstelle für Kraftstoffe zu übermitteln“. Dies gilt gemäß Absatz 3 ausschließlich für Ottokraftstoffe (Sorte E5 und E10) und Dieselkraftstoffe. Für die Erfüllung ihrer Aufgaben wurden der Markttransparenzstelle darüber hinaus in § 47k Abs. 7 GWB Befugnisse gemäß § 59 GWB eingeräumt, d. h. angefragte Unternehmen sind ihr grundsätzlich zur Auskunft verpflichtet.
Die auf Grund von § 47k Abs. 8 GWB am 22. März 2013 erlassene Verordnung zur Markttransparenzstelle für Kraftstoffe (MTS-Kraftstoff-Verordnung) stellt nähere Vorgaben zur Meldepflicht der Tankstellenbetreiber und der Weitergabe der Preisdaten durch die Markttransparenzstelle für Kraftstoffe an Verbraucherinformationsdienste auf.

## Kritik an der Transparenzstelle
Die Untersuchung „Benzinpreismeldestelle und Tankstellen-Marketing 2013“, die zu Beginn des Jahres 2013 im Auftrag der Universität St. Gallen durchgeführt wurde, lieferte auf der Basis von 9.000 befragten Tankstellenbetreibern die Erkenntnis, dass ein günstiger Preis für Kraftstoffe allein nicht den Ausschlag für oder gegen die Nutzung einer bestimmten Tankstelle gebe. Vielmehr sei eine Vielzahl von unterschiedlichen Faktoren (Bonuspunkte, Tankkarten, eine angeschlossene Waschstraße, Produkte im Shop etc.) für die endgültige Wahl der Tankstelle entscheidend. Befürchtet wurde darüber hinaus, dass durch die Tätigkeit der Transparenzstelle – anders als politisch beabsichtigt – kein harter Preiswettbewerb entsteht, sondern es im Gegenteil dazu führen könnte, „dass sich ein sehr auskömmliches Preisniveau einpegelt“ und dass es einfacher für die Tankstellen sein könnte, „gute Margen“ durchzusetzen. Daher sei zu befürchten, dass die Transparenzstelle das hohe Preisniveau lediglich dokumentieren, aber nicht beeinflussen könne. Noch kritischer argumentiert eine Studie der Unternehmensberatung Simon, Kucher & Partners: Die Regulierung nütze den Konzernen, Verlierer seien die freien Tankstellen.
Im Mai 2025 kritisierte das Verbraucherportal benzinpreis.de, dass Tankstellen systematisch extrem kurzfristige Preissenkungen (teils unter 5 Minuten) melden, um Preisvergleichs-Apps zu beeinflussen, obwohl diese Preise für Verbraucher kaum nutzbar seien. Die Markttransparenzstelle erfasse zwar alle Preisänderungen, unternehme jedoch nichts gegen diese Praxis. Nach Veröffentlichung der Analyse sank die Zahl solcher kurzfristigen Preissenkungen laut Folgestudie deutlich. Das Bundeskartellamt kündigte daraufhin an, regulatorische Maßnahmen zu prüfen, etwa eine Begrenzung der täglichen Preisänderungen nach österreichischem Vorbild.
Die Verbraucherzentrale Nordrhein-Westfalen kritisierte, dass Autogas (LPG) und Erdgas (CNG) nicht erfasst würden. Zudem hätten kleinere Tankstellen die Möglichkeit, sich von der Meldepflicht an die Transparenzstelle befreien zu lassen. Wegen der Fünf-Minuten-Frist für Preismeldungen könne der Nutzer nicht immer davon ausgehen, dass der vermeintlich günstigste Preis auch noch bei Ankunft an der Tankstelle gelte.